# Keur Saloum Diané
Keur Saloum Diané ist eine Gemeinde (commune) im Département Foundiougne der Region Fatick, gelegen im zentralen Westen Senegals. Sie besteht aus dem namensgebenden Hauptort (chef-lieu) sowie weiteren Dörfern (villages) und Weilern (hameaux).

## Geographische Lage
Die Gemeinde Keur Saloum Diané liegt im Südosten des Départements, reicht im Süden bis an die Grenze zu Gambia und gehört zum Erdnussbecken Senegals. Der Hauptort Keur Saloum Diané liegt 46 Kilometer südsüdöstlich der Départementspräfektur Foundiougne und 165 Kilometer südöstlich der Hauptstadt Dakar. Das Gemeindegebiet hat eine Fläche von 247,10 km². Benachbarte Kommunen sind im Uhrzeigersinn Nioro Alassane Tall im Westen und Norden, Ndramé Escale, Wack Ngouna und Keur Maba Diakhou im Osten und im Süden Keur Samba Guèye.

## Geschichte
Das Dorf Saloum Diané war seit 1972 Hauptort einer Landgemeinde (communauté rurale) und erhielt 2014, wie in Senegal alle communautés rurales, den landesweit einheitlichen Status einer Gemeinde (commune).

## Bevölkerung
Die letzten Volkszählungen ergaben jeweils folgende Einwohnerzahlen:
| Jahr | Einwohner |
| ---- | --------- |
| 1988 | 13.871    |
| 2002 | 21.645    |
| 2013 | 26.715    |
| 2023 | 37.793    |

Nach dem Zensus 1988 umfasste die Landgemeinde Keur Saloum Diané 37 Dörfer. Der Hauptort Keur Saloum Diané hatte damals 832 Einwohner und lag damit nach Einwohnerzahl in der Landgemeinde an dritter Stelle nach den Dörfern Baria (957 Einwohner) und Coular Soce (911 Einwohner).

## Verkehr
Keur Saloum Diané liegt abseits des Netzes der Nationalstraßen. Eine 22 Kilometer lange Schotterpiste führt vom Hauptort nach Toubacouta und zur N 5 im Westen und verbindet die Gemeinde so mit dem Rest des Landes.